# Аспект (фітоценологія)
Аспе́кт (від лат. aspectus — «вигляд») — у фітоценології — зовнішній вигляд рослинного співтовариства, який може змінюватися протягом вегетаційного сезону відповідно до змін умов зростання і зі зміною  фенофаз переважаючих в ньому рослин. Аспекти можуть бути постійними (наприклад, у хвойному лісі, де вигляд спільноти майже не змінюється) і тимчасовими. Найбільш чітко зміна аспектів виражена у лугового степу (до 12 змін за сезон). Послідовність змін аспектів, як правило, повторюється з року в рік, вираженість аспектів може змінюватися по роках залежно від особливостей метеорологічних та інших умов року.
Називаються аспекти за забарвленням аспективних видів (наприклад, золотисто-жовтий аспект горицвіта; бурий аспект висохлого листя осоки і т.і.). Для дослідження змін аспектів можна з успіхом застосовувати цифрову кольорову фотографію, аеро- і космічну зйомку, що дозволяє перевести їх оцінку навіть на математичну мову.